# Castello di Stilo

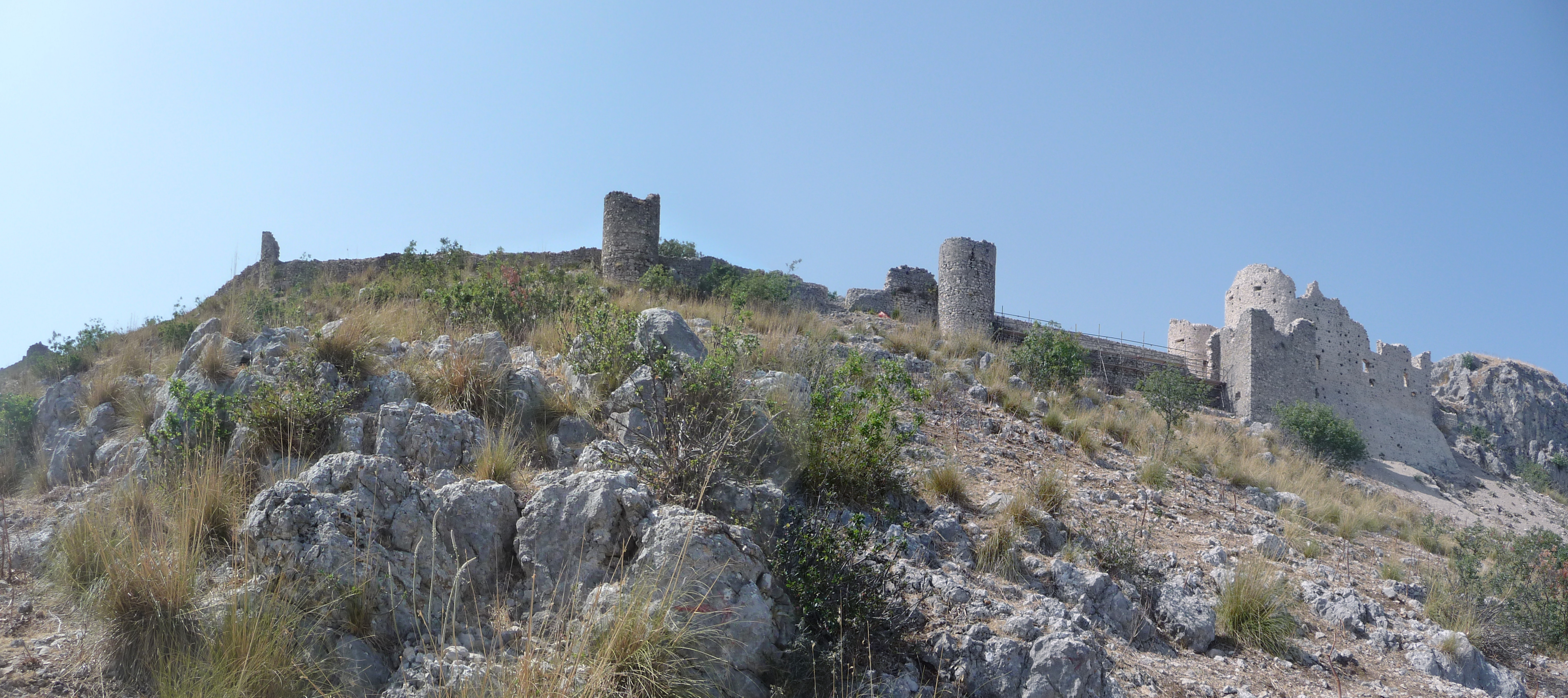
Cinta muraria in ricostruzione (2010)

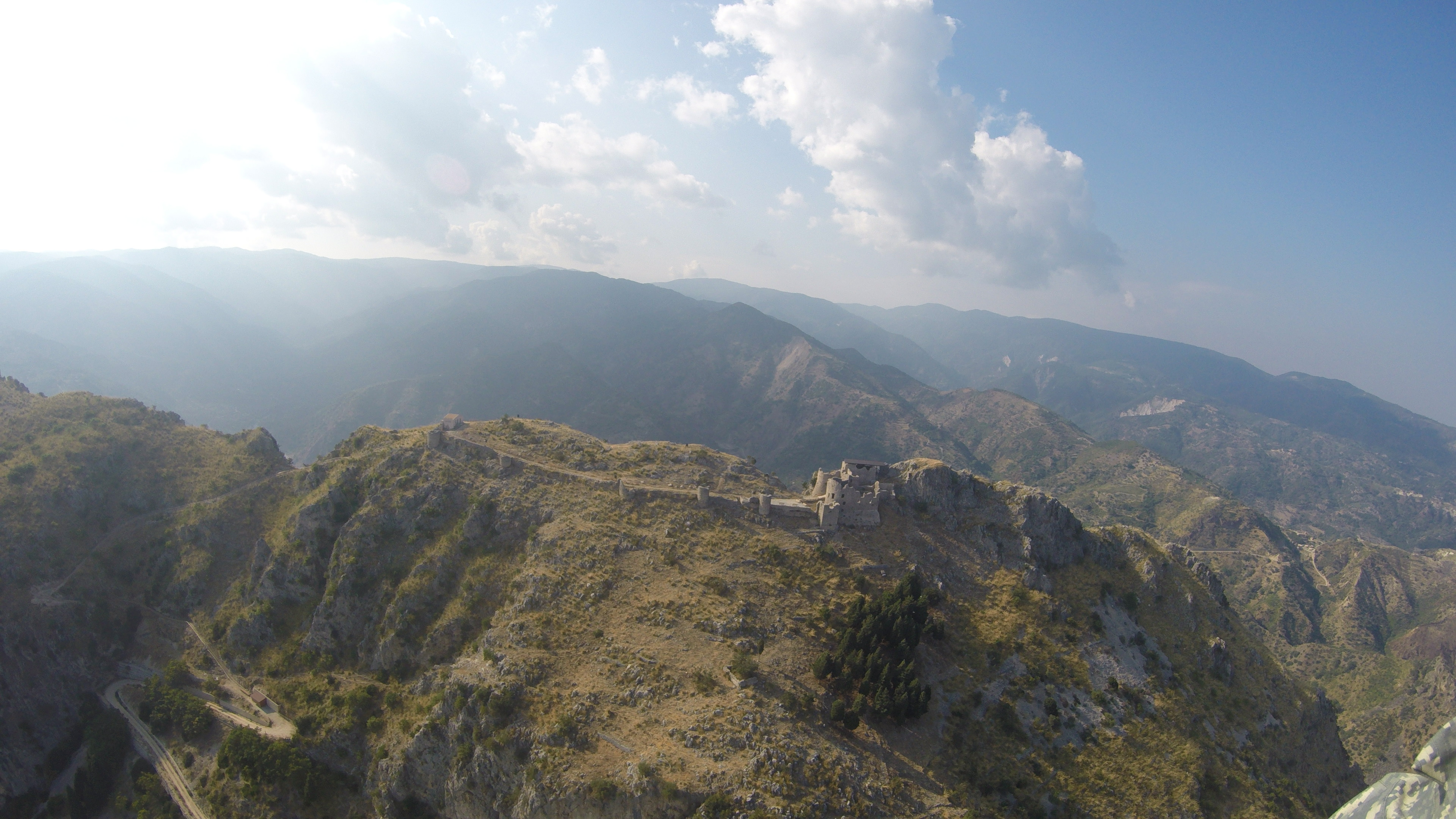
Castello Normanno di Stilo in volo dall'alto (Agosto 2016)

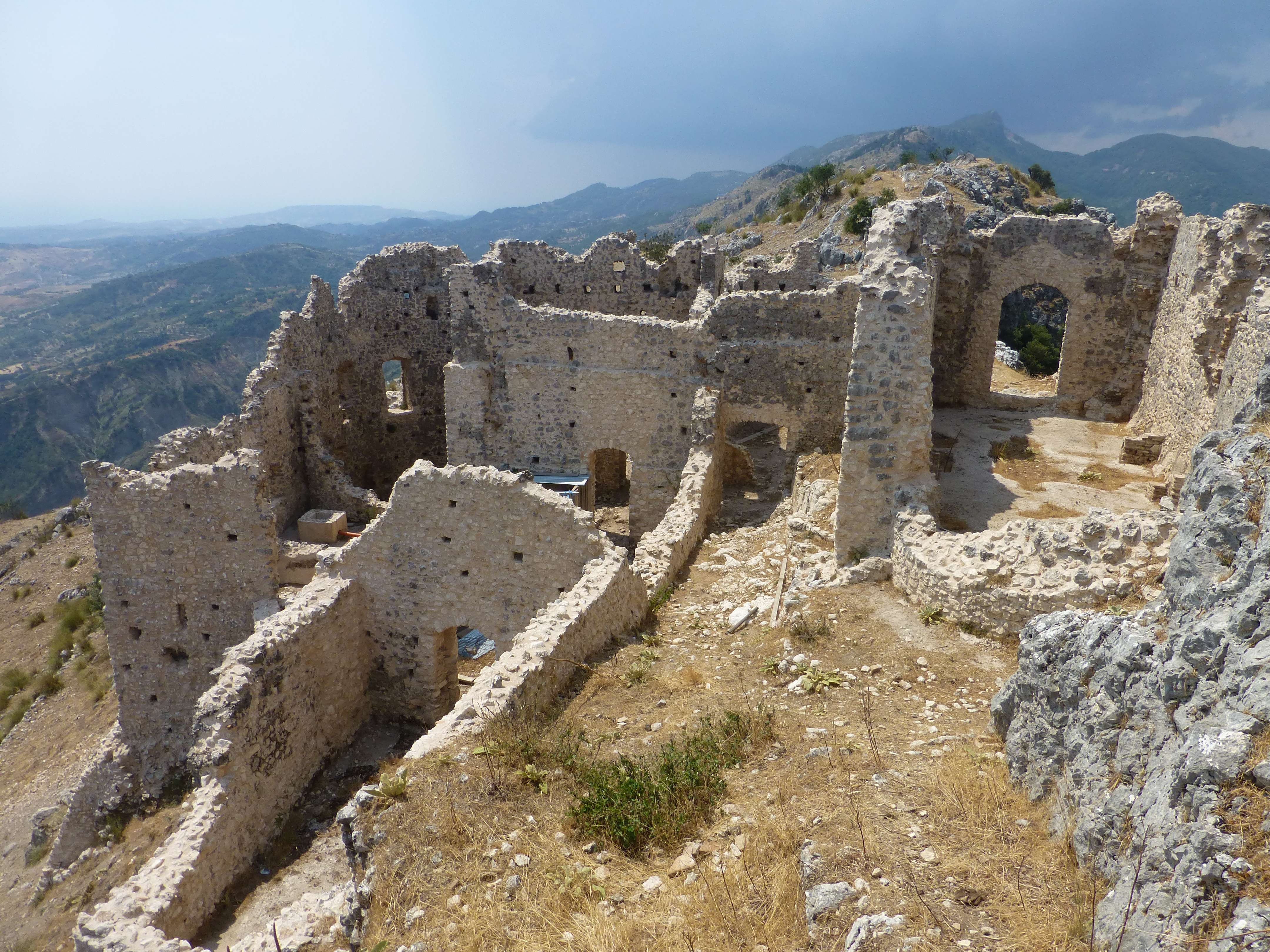
Castello di Stilo interno 2013

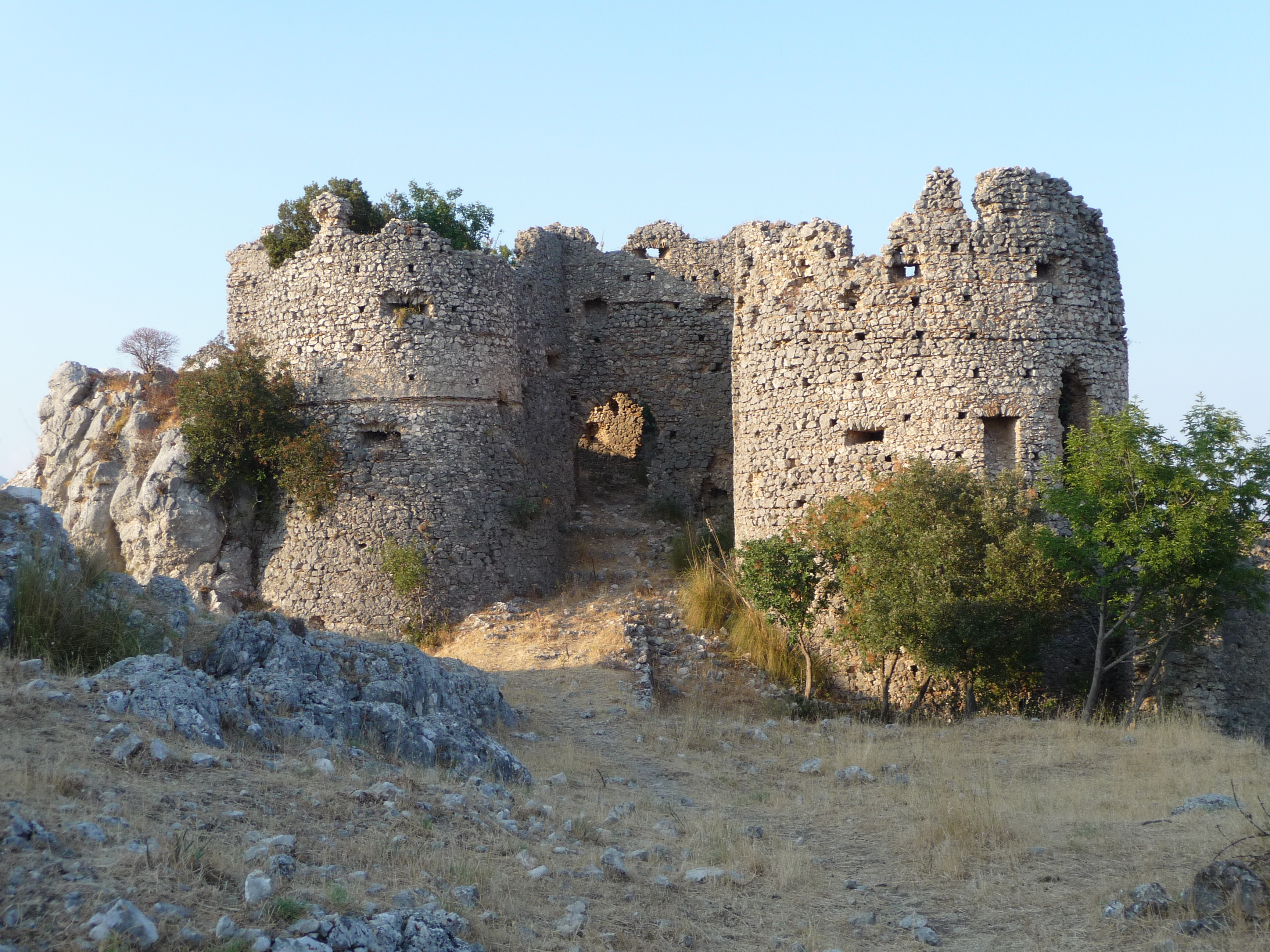
Castello normanno prima del restauro (agosto 2008)

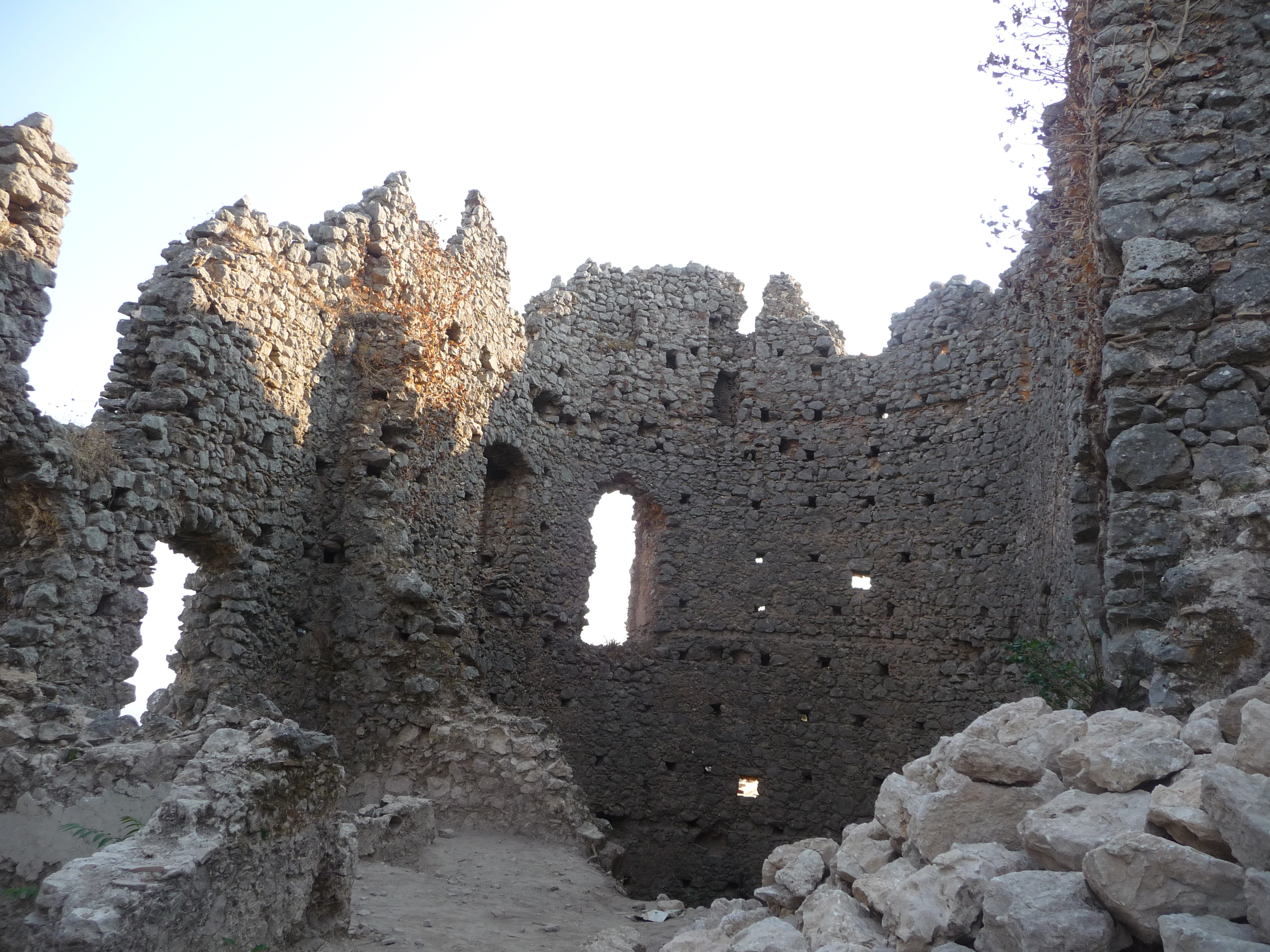
Torre vista dall'interno

Il Castello di Stilo o semplicemente Castello normanno è un castello di epoca normanna costruito a Stilo in Calabria da Ruggero II sul Monte Consolino nell'XI secolo.

## Descrizione
Il castello ha torri triangolari eccetto quelle che circondano il forte che hanno una forma circolare e sono provviste di feritoie. Una torre si chiama Altavilla.
La zona centrale del castello era una chiesa-cappella con un altare principale e 4 altari adiacenti ai muri del locale.
La raccolta di acqua piovana avveniva con tubi di coccio e tegole affrontate e con una cisterna posizionata al di sotto dell'edificio centrale.

## Storia
La prima attestazione della presenza del Castello Normanno a Stilo è fatta il 7 maggio del 1093 in una concessione del Conte Ruggero nei confronti di San Bruno: "elegerunt itaque quondam solitudinis locum inter locum qui dicitur Arena et oppidum quod appelatur Stilum".
Nel XIII secolo il Castello di Stilo era uno dei diciassette castelli calabresi amministrati della Reale Curia nel regno di Carlo I d'Angiò ed era anche utilizzato come prigione.
Sempre nello stesso periodo dovette subire una serie di riparazioni, come documentato dal folio 233 dell'Archivio della Regia Zecca del 1281.
Nel Registro Regio del 14 aprile 1323 è scritto che il Duca di Calabria, figlio del Re Roberto, concesse al Nobile, Contestabile, Barone di Settingiano Marco, la Castellania di Stilo, e che a lungo essa fu retta dalla sua discendenza.
Nel 1677 Padre Apollinare Agresta nella sua opera La vita di San Giovanni Theresti lo descrive così: "La città, oltre d'esser già forte, e munita di difese, e di difenditori, era anche resa inespugnabile dal castello, che torreggiava su la cima di detto monte, che con la sua superiorità la signoreggiava, e teneva sicura da qualunque hoste ben numerosa: anzi per essere questo Castello assai forte sopra tutti gli altri della provincia, era in quei tempi preggiatissimo a' Re e godeva alcune prerogative e fra l'altre che molti Baroni e feudatari, fossero obligati alle di lui reparazioni".
Il castello è menzionato nel XVII secolo da Giovanni Fiore da Cropani in Della Calabria illustrata.
Nel XVIII secolo con il Regno di Napoli a governo del castello vi era un castellano nominato direttamente dal re che era al comando della guarnigione di difesa e veniva pagato due tarì al giorno.
Nel XIX secolo il Castello versa in stato di abbandono e Crea lo descrive così:
"Qua i muri sono di sole pietre alzate, e queste pietre mezzanamente grosse sono della stessa roccia calcarea sulla quale le torri si sollevano. Non hanno volte, o divisioni di piani diversi. Vari buchi interni e laterali vi annunziano la possibilità di formare, nel bisogno, e per comodo di difensori che la custodivano, strati provvisori di legnami: e le saettìere e i gittatoi che si veggono aperti all'altezza corrispondente sopra tali strati avvalorano l'idea concepita. Non porte non finestre ad alcun lato, queste torri restano scoperte ed alla sommità di esse, in giro, si vede qualche merlo in forma di cono della fabbrica stessa dell'edifizio principale. Dal lato di occidente questa ha una sola apertura che comunica col rimanente del monte sino al suo vertice.".
Dal 2009 inizia un lungo restauro sotto la guida della Soprintendenza per i Beni Architettonici e Paesaggistici della Calabria, guidata da Margherita Eikeberg e conclusosi il 14 maggio 2016. In concomitanza, da settembre 2015 sono iniziati i lavori per un trenino su monorotaia per un raggiungimento più agevole del castello anch'esso concluso nel 2016 ma mai in funzione quanto non è mai stato effettuato un collaudo.

## I percorsi

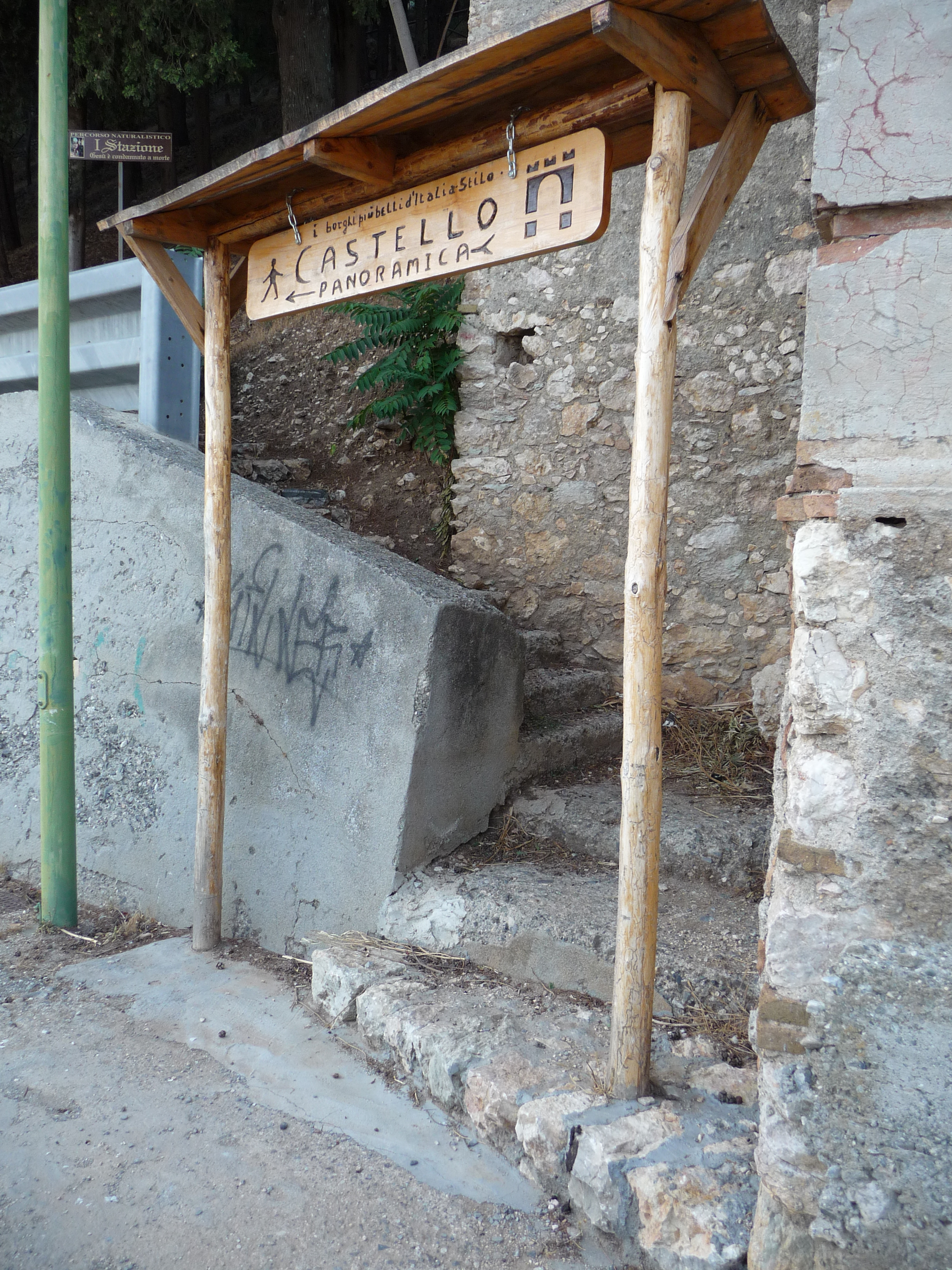
Inizio del Sentiero verso il Castello Normanno nei pressi della Cattolica

1. Si accede al Castello tramite un sentiero che parte dal luogo in cui si trova la Cattolica, altro monumento per cui Stilo è famosa; e seguendo il percorso che conduce per le 14 stazioni della via Crucis, al termine del quale si nota il castello, di cui sono ormai visibili le mura laterali, e percorrendo un breve tratto si arriva a destinazione. Ad oggi (2020), il percorso non è più mantenuto e a metà strada è in condizioni precarie.
2. Un percorso alternativo parte nelle vicinanze all'accesso del cimitero di Stilo, si cammina per un largo sentiero all'inizio asfaltato e poi in terra battuta che compie diversi tornanti. Verso la fine, il sentiero si restringe e si cammina in fila indiana fino ad arrivare a un bivio, si prende il sentiero di destra che via via si allarga fino ad arrivare allo spiazzo dinanzi alla porta principale del castello. Prima di arrivare si vedono sulla destra (verso il mare) i resti di alcuni torri. Lungo questo sentiero era in allestimento da luglio 2015 una piccola monorotaia che completata non è mai entrata in funzione in quanto non ne sarebbe stato fatto il collaudo.

## Leggende sul Castello normanno

### L'assedio saraceno
Secondo una leggenda, nel 982 il califfo arabo Ibrahim ibn ahmad dalla Sicilia sbarcò nella Calabria bizantina, con intenti di conquista. Giunse presso il castello (in realtà in quell'epoca non ancora esistente), dove si erano rifugiati gli abitanti della zona, per ordine del "granduca". Al castello si arrivava solo da uno stretto passaggio da percorrere in fila indiana e il califfo decise di prenderlo per fame.
Al finire delle provviste, il "granduca" fece fare della ricotta con il latte delle donne che avevano avuto bambini da poco e lo fece gettare contro il campo nemico, convincendo così gli Arabi che nel castello esistessero grandi riserve di cibo, tanto da poterlo utilizzare come proiettili e che l'assedio avrebbe avuto lunga durata. Inoltre il califfo assaggiò la ricotta, allora sconosciuta agli Arabi e si ammalò di dissenteria: i medici al suo seguito lo curarono con decotti di salvia, ma peggiorarono la situazione. Il nipote del califfo, Gabir, decise dunque di ritirarsi e il castello fu liberato dall'assedio.
Il punto dove cadde la ricotta fu chiamato Vinciguerra, nome che esiste ancora al giorno d'oggi.

### La gallina dalle uova d'oro
Si racconta di Carlo d'Angiò che fa mozzare le mani e i piedi a centinaia di Stilesi, incarcerati dopo la rivolta del borgo e ripresi dopo un tentativo di fuga. I ribelli moriranno dissanguati nelle orrende segrete del castello: per quanto se ne sa, l'unica prigione del mondo che sarebbe stato inutile chiudere a chiave perché era scavata, poco sotto le mura, in una vertiginosa parete di cinquecento metri a picco sul versante opposto a quello del borgo. Si entrava e si usciva, così, attraverso un'unica apertura soltanto quando si era calati oppure issati dall'alto con una fune.
Oppure si saltava nel vuoto per morire sfracellati, ma avendo messo fine alle torture. Ben pochi tornavano vivi, dalla prigione del castello. Ma tra questi si ricorda una nobile matrona, di nome Regina, di cui si diceva in paese che avesse avuto per magìa una gallina tutta d'oro, e capace di fare ogni giorno un uovo ancora d'oro.
Il ribaldo governatore Costa Peloga circuisce la donna a cui vuole strappare il segreto, ma la donna non parla e il prepotente la fa bastonare a sangue rinchiudendola nel castello. Il nipote di lei, Costa Condomicita, viene a saperlo e da Crotone, dove si trova alla corte del duca, ritorna a Stilo inviando rispettosamente ricchi doni al governatore come se nulla fosse accaduto. Ma subito dopo si accorda con tredici amici, invitati al sontuoso banchetto: quando si alzano da tavola, il complotto è già ordito.
All'alba, i congiurati si presentano al palazzo del governatore e appena le guardie hanno aperto la porta irrompono nella stanza da letto di lui levando i pugnali. Con un balzo, lo sventurato raggiunge la finestra e si getta su un terrapieno tentando di salvarsi fuggendo ma è raggiunto, legato e "condotto al popolo dalle mani del quale ricevette la morte dopo i peggiori oltraggi".
Costa Condomicita viene eletto governatore, la matrona è immediatamente liberata. E la cronaca non dice più nulla della prodigiosa gallina che per la gente minuta covava le uova d'oro, ma per qualcuno capace di leggere nei simboli nascondeva forse qualche altro e anche più prezioso segreto